# Cantonul Saint-Égrève
Cantonul Saint-Égrève este un canton din arondismentul Grenoble, departamentul Isère, regiunea Rhône-Alpes, Franța.

## Comune
- Fontanil-Cornillon
- Mont-Saint-Martin
- Proveysieux
- Quaix-en-Chartreuse
- Saint-Égrève (reședință)
- Saint-Martin-le-Vinoux
- Sarcenas